# Triumphant Quartet
Triumphant Quartet, anteriormente conhecido como Integrity Quartet é um grupo vocal norte-americano do gênero Southern Gospel, fundado em 2002. O grupo tem sua base de operações em Pigeon Forge, Tennessee, e tornou-se um dos grupos mais premiados dos últimos anos.e também um dos quartetos mais aclamados e bem sucedidos do século XXI.

## História
O grupo surgiu como Integrity Quartet em 2002, quando o primeiro tenor David Sutton, o baixo Eric Benett e o pianista Jeff Stice, todos até então integrantes do Kingdom Heirs, juntamente com o segundo tenor Clayton Inman, também ex-Kingdom Heirs, porém na época com Won By One, e o barítono Scott Inman, filho de Clayton, à época integrante do Poet Voices, decidiram montar um novo grupo. Sutton, os Inman, Bennett e Stice iniciaram as apresentações no final de 2002. Inicialmente, as performances do grupo ficavam restritas ao Louise Mandrell Theater em Pigeon Forge, tendo poucas apresentações fora do teatro, e só a partir de 2007 o grupo passou a viajar em tempo integral. Após dois anos de atividade, em 2004, veio a mudança de nome para Triumphant Quartet, nome adotado até hoje.
Apesar da alta rotatividade de componentes tão comum nos grupos do estilo Southern Gospel, o grupo manteve a formação completamente estável até 2014, quando Jeff Stice anunciou sua saída do grupo, a primeira mudança em 12 anos de grupo. Stice foi substituído por G. W. Southard.
Em junho de 2016, Southard deixou o grupo, sendo anunciado posteriormente que Aaron Dishman, ex-barítono do Dixie Melody Boys seria o novo pianista do grupo.

## Integrantes e Formações
O grupo possui, durante toda a sua carreira, apenas duas alterações, que foram as saídas de Jeff Stice em 2014 e G. W. Southard em 2016.

### Integrantes Atuais
- 1º tenor - David Sutton (2002-Presente)
- 2º tenor - Clayton Inman (2002-Presente)
- Barítono - Scott Inman (2002-Presente)
- Baixo - Eric Bennett (2002-Presente)
- Pianista - Aaron Dishman (2016-Presente)

### Ex-Integrantes
- Jeff Stice (2002-2014 - Pianista)
- G. W. Southard (2014-2016 - Pianista)

### Formações
1ª Formação (2002-2014)
- David Sutton (1º tenor)
- Clayton Inman (2º tenor)
- Scott Inman (barítono)
- Eric Bennett (baixo)
- Jeff Stice (pianista)

2ª Formação (2014-Junho de 2016)
- David Sutton (1º tenor)
- Clayton Inman (2º tenor)
- Scott Inman (barítono)
- Eric Bennett (baixo)
- G. W. Southard (pianista)

3ª Formação (agosto de 2016-Presente)
- David Sutton (1°tenor )
- Clayton Inman (2°tenor)
- Scott Inman  (barítono)
- Eric Bennett  (baixo)
- Aaron Dishman (pianista)

## Discografia

### Álbuns de Studio

#### Como Integrity Quartet (2002-2004)
- Southern Gospel - Quartet Style! (2002 - Triumphant Records - Sutton/C.Inman/S.Inman/Bennett/Stice)
- 4 Guys And a Piano Player Vol. 1 (2002 - Triumphant Records - Sutton/C.Inman/S.Inman/Bennett/Stice)
- Smoky Mountain Hymns (2002 - Triumphant Records - Sutton/C.Inman/S.Inman/Bennett/Stice)
- 4 Guys And a Piano Player Vol. 2 (2003 - Triumphant Records - Sutton/C.Inman/S.Inman/Bennett/Stice)
- Christmastime (2003 - Triumphant Records - Sutton/C.Inman/S.Inman/Bennett/Stice)
- Home Free (2004 - Daywind Records - Sutton/C.Inman/S.Inman/Bennett/Stice)

#### Como Triumphant Quartet (2004 - Presente)
- Past To Present (2004 - Triumphant Records - Sutton/C.Inman/S.Inman/Bennett/Stice)
- You Better Hurry Up (2005 - Triumphant Records - Sutton/C.Inman/S.Inman/Bennett/Stice)
- Triumphant Quartet (2005 - Daywind Records - Sutton/C.Inman/S.Inman/Bennett/Stice)
- Treasures (2006 - Triumphant Records - Sutton/C.Inman/S.Inman/Bennett/Stice)
- You Gotta Love It (2007 - Daywind Records - Sutton/C.Inman/S.Inman/Bennett/Stice)
- We Need a Little Christmas (2007 - Triumphant Records - Sutton/C.Inman/S.Inman/Bennett/Stice)
- Intermission (2008 - Triumphant Records - Sutton/C.Inman/S.Inman/Bennett/Stice)
- Look To God (2008 - Triumphant Records - Sutton/C.Inman/S.Inman/Bennett/Stice)
- Everyday (2009 - Daywind Records - Sutton/C.Inman/S.Inman/Bennett/Stice)
- Lyric & Melody (2009 - Triumphant Records - Sutton/C.Inman/S.Inman/Bennett/Stice)
- Love Came Calling (2010 - Mansion Entertainment - Sutton/C.Inman/S.Inman/Bennett/Stice)
- Songs From The Heart (2011 - Independente - Sutton/C.Inman/S.Inman/Bennett/Stice)
- Hymns Collection (2012 - Independente - Sutton/C.Inman/S.Inman/Bennett/Stice)
- The High, The Low And Everything In Between (2012 - Independente - Sutton/C.Inman/S.Inman/Bennett/Stice)
- The Greatest Story (2013 - Sutton/Independente - C.Inman/S.Inman/Bennett/Stice)
- Awesome God (2014 - Independente - Sutton/C.Inman/S.Inman/Bennett/Stice)
- Living In Harmony (2015 - StowTown Records - Sutton/C.Inman/S.Inman/Bennett/Southard)
- Acoustic (2015 - Independente - Sutton/C.Inman/S.Inman/Bennett/Southard)
- He Is Christmas (2016 - Stow Town Records - Sutton/C.Inman/S.Inman/Bennett/Southard)
- Thankful (2017 - Stow Town Records - Sutton/C.Inman/S.Inman/Bennett/Dishman)
- Yes (2019 - Stow Town Records - Sutton/C.Inman/S.Inman/Bennett/Dishman)
- Bigger Than Sunday (2021 - Stow Town Records - Sutton/C.Inman/S.Inman/Bennett)

### Álbuns Ao Vivo
- Live From 5 (2006 - Triumphant Records - Sutton/C.Inman/S.Inman/Bennett/Southard/Stice)

### Compilações
- 4 Guys And a Piano Player Vol. 1 & 2 (2003 - Triumphant Records)
- By Request (2009 - Independente)
- Decade (Double Disc) (2012 - Independente)
- Favorites Vol. 1 (2016 - Independente)

## Prêmios

### Singing News Fan Award
O Singing News Fan Award é um prêmio concedido pela Singing News Magazine, revista especializada do gênero, aos artistas escolhidos pelo público. O prêmio é concedido desde 1970, e desde 2009 o Triumphant Quartet já recebeu 14 prêmios coletivos, e seus integrantes receberam 10 prêmios individuais em suas passagens pelo grupo, distribuídos em diversas categorias:

#### Prêmios Coletivos
Quarteto Tradicional Favorito
- 11 vezes (2009, 2010, 2011, 2012, 2013, 2014, 2015, 2016 2017, 2018 e 2019)

Canção do Ano (3 vezes)
- Love Came Calling (2011)
- Amazing God (2016)
- Living In The Promised Land (2017)

Álbum do Ano (5 vezes)
- Love Came Calling (2011)
- Songs From The Heart (2012)
- Awesome God (2014)
- Living In Harmony (2016)
- Thankful (2018)
- Yes (2020)

NOTA: Os anos mencionados nos prêmios Álbum do Ano e Canção do Ano referem-se ao ano em que o prêmio foi concedido, e não ao ano em que o álbum ou música foi lançado.

#### Prêmios Individuais
Artista Revelação Individual
- Scott Inman (2002)

Artista Jovem Favorito
- Scott Inman (2007)

Baixo Favorito
- Eric Bennett (2009, 2010, 2011, 2012, 2013, 2014, 2015 , 2016, 2017, 2018 e 2019)

Músico Favorito
- Jeff Stice (2008, 2009, 2010, 2011 e 2012)

NOTA: Esta seção apresenta apenas os prêmios individuais recebidos por integrantes do Triumphant Quartet enquanto membros do grupo.

### NQC Music Awards
O NQC Music Awards é um prêmio dado pela direção da National Quartet Convention, um dos maiores eventos do gênero. O prêmio é concedido desde 2012, e o baixo Eric Bennett recebeu o prêmio em de Baixo do Ano em 2012 e 2013.
Grammy Awards 2010
O quarteto recebeu um Grammy em 2010 por ser o Melhor Grupo Gospel do ano,recebendo reconhecimento e medalhas para os mesmos!
Diamond Awards 2017
O mesmo recebe o Diamond de 2017 pelo sucesso do mesmo a 15 anos.